# Ripoff Raskolnikov

Ripoff Raskolnikov

Ripoff Raskolnikov (* 9. August 1955 als Ludwig (Lutz) Knoglinger in Linz) ist ein österreichischer Bluesmusiker, Singer-Songwriter, und Gitarrist.

## Leben
Stark beeinflusst wurde er in seiner Musik durch Bluesgrößen wie Muddy Waters und Skip James sowie auch von diversen Folkmusikern.
Zu Beginn seiner musikalischen Tätigkeit spielte Raskolnikov vorwiegend Folksongs.
Während der letzten Jahre hat Raskolnikov seinen Stil gewechselt. Blues überwiegt heute in seinem Repertoire.
Anders zu den traditionellen Blues Songs, wo Texte so stark verallgemeinert sind, dass eine Identifikation des Hörers mit dem Sänger ermöglicht wird, schlägt Raskolnikov hier aber andere Wege ein.
Seine Texte sind in der Ich-Form geschrieben. Erzählen von selbsterlebten, durchwegs enttäuschenden Erlebnissen, die etwas Selbstmitleid durchscheinen lassen.
Insgesamt erinnert Ripoff Raskolnikov stark an Tom Waits. Sowohl von der Bühnenpräsenz, als auch vom Inhalt der Songs her.
Raskolnikov tritt in Pubs, Clubs und auf Bluesfestivals auf.

## Diskografie
- Twilight Tales (2024)
- Small World (2018)
- Odds And Ends (2016)
- Lenin Street (2012)
- Lost & Found (2010)
- Room for Two (2009)
- Everything is Temporary (2006)
- Crime and Punishment (2006)
- Lucid Moments (2003)
- Alone and Acoustic (2001)
- Wear and Tear (1995)
- Live (1992)
- Out of the Blue (1991)
- The 20th Century Blues Band (1988)